# 武卡河

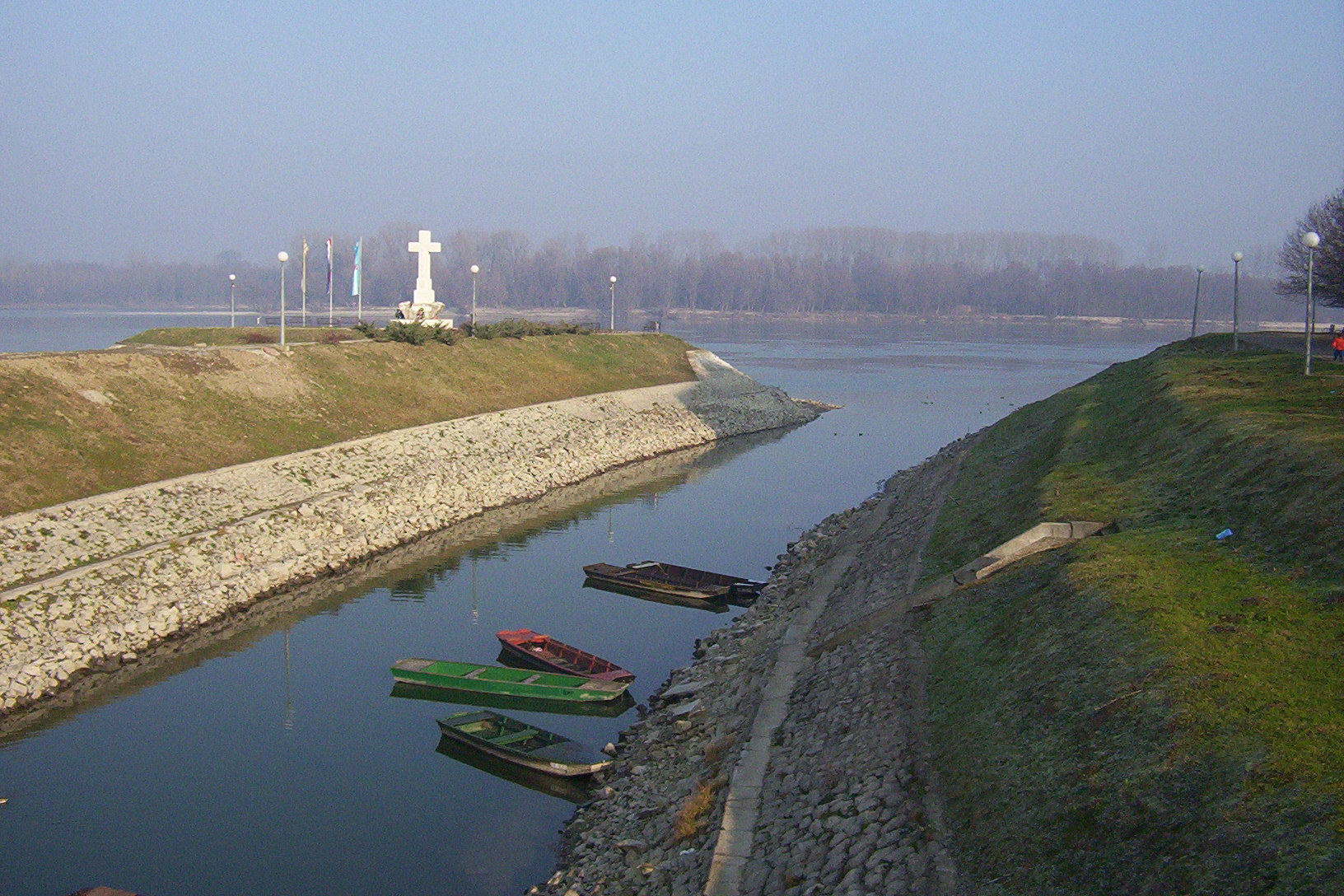

武卡河是克羅地亞的河流，位於該國東部武科瓦爾-斯里耶姆縣，屬於多瑙河的右支流，河道全長112公里，流域面積644平方公里，最終在武科瓦爾注入多瑙河。
45°21′N 19°00′E / 45.350°N 19.000°E